# Akentrobuthus leleupi
Espèce
Akentrobuthus leleupi est une espèce de scorpions de la famille des Buthidae.

## Distribution
Cette espèce est endémique du Congo-Kinshasa. Elle se rencontre dans la province de la Tshopo vers Yangambi, dans la province du Nord-Kivu vers Mutakato et dans la province du Sud-Kivu vers Bunyakiri, Lwiro et Mwenga.

## Description
La femelle holotype mesure 16 mm.
La femelle décrite par  en mesure 14,2 mm.

## Étymologie
Cette espèce est nommée en l'honneur de Narcisse Leleup.

## Publication originale
- Lamoral, 1976 : « Akentrobuthus leleupi, a new genus and species of humicolous scorpion from eastern Zaire, representing a new subfamily of the Buthidae. » Annals Natal Museum, vol. 22, no 3, p. 681-691 (texte intégral).